# Thornhill (Cap-Oriental)
Pour les articles homonymes, voir Thornhill.
Thornhill est une localité située dans la municipalité locale de Kouga, dans le district de Sarah Baartman, province du Cap-Oriental, en Afrique du Sud. En 2011, sa population est de 2 462 habitants.

## Source
- (en) Cet article est partiellement ou en totalité issu de l’article de Wikipédia en anglais intitulé « Thornhill, Kouga » (voir la liste des auteurs).